# Polionota mucida
Polionota mucida är en tvåvingeart som först beskrevs av Giglio-tos 1893.  Polionota mucida ingår i släktet Polionota och familjen borrflugor. Inga underarter finns listade i Catalogue of Life.